# Alfred Richard Meyer
Alfred Richard Meyer alias Munkepunke (* 4. August 1882 in Schwerin; † 9. Januar 1956 in Lübeck) war ein deutscher Schriftsteller, Lyriker und Verleger.

## Leben
Alfred Richard Meyer machte im Jahre 1901 in Braunschweig sein Abitur. In Marburg und Würzburg wurde er 1902 Mitglied der Corps Hasso-Nassovia und Nassovia.
Als „Munkepunke“ pflegte Meyer die Lebensart des Bohémiens. Hierbei war er Gastrosoph, Gourmet, Autor und Conférencier beim Berliner Kabarett Schall und Rauch, Lyriker, Anhänger des Nacktbadens, Erzähler, antiquarischer Sammler und Verleger. Als dieser erlangte er vor allem als erfolgreicher Entdecker, Herausgeber und Förderer vieler frühexpressionistischer Dichter Bedeutung, wie etwa von Heinrich Lautensack (Gesammelte Gedichte, 1910), Paul Zech (Waldpastelle, 1910), Gottfried Benn (Morgue und andere Gedichte, 1912), Rudolf Leonhard (Angelische Strophen, 1913), Else Lasker-Schüler (Hebräische Balladen, 1913), Alfred Lichtenstein (Die Dämmerung, 1913), Ernst Wilhelm Lotz und Yvan Goll (Der Panama-Kanal, 1914) sowie von Toni Schwabe, mit der er lebenslang befreundet war.
Bereits 1912 versuchte er sich als Mittler der europäischen Moderne in Deutschland mit Marinettis Sammlung Futuristische Dichtungen (der ersten und einzigen deutschen Übersetzung Marinettis) und 1913 mit Apollinaires Langgedicht Zone (der ersten deutschen Apollinaire-Übertragung). Zudem veröffentlichte Meyer eigene Arbeiten in der expressionistischen Zeitschrift Der Sturm.
In Meyers 1919 gegründetem Verlag in Berlin-Wilmersdorf erschienen auch die ersten drei Gedichtbände von Joachim Ringelnatz: Turngedichte, gefolgt von Kuttel Daddeldu oder das schlüpfrige Leid (beide 1920) und Die gebatikte Schusterpastete von 1921. In der Zeit von 1930 bis 1945 war er Geschäftsführer der Notgemeinschaft des deutschen Schrifttums.
Im Oktober 1933 gehörte Meyer zu den 88 Schriftstellern, die das Gelöbnis treuester Gefolgschaft für Adolf Hitler unterzeichneten. 1934 war er zusammen mit anderen Literaten wie Georg Harro-Schaeff-Scheefen und Adalbert Jakob unter den Gründern der Max-Dauthendey-Gesellschaft in Würzburg. Seit 1935 leitete er die Fachschaft Lyrik in der Reichsschrifttumskammer, seit 1936 war er zusätzlich Referent der in der Reichsschrifttumskammer erfassten Schriftsteller und später Leiter der „Gruppe Schriftsteller“. Am 16. November 1937 beantragte er die Aufnahme in die NSDAP und wurde rückwirkend zum 1. Mai desselben Jahres aufgenommen (Mitgliedsnummer 5.388.331). Während seiner Tätigkeit für die Reichsschrifttumskammer soll er für zahlreiche bedrohte Kollegen hilfreich gewirkt haben; bezeugt wird dies durch Jochen Klepper und Elisabeth Castonier.
Nachdem seine Berliner Wohnung mitsamt der Bibliothek in den letzten Tagen des Zweiten Weltkriegs ausgebrannt war, schlug er sich nach Lübeck durch, wo er seine letzten Lebensjahre verbrachte. Mit seinen in der Nachkriegszeit entstandenen Werken hatte er keinen Erfolg mehr.

## Rezeption
Über den Gedichtband Nasciturus schrieb Heinrich Lautensack im Jahre 1911: „… dies schmale Heftchen birgt eine Art vom schmerzhaften Leben durch feinste Kunst Geläutertes, dass ich jungen wie alten Männern, Fräuleins und Frauen wünschen möchte, sie läsen’s und behielten’s wie eine kleine Postille.“
Im 1921 erschienenen Führer durch die moderne Literatur, an dem u. a. René Schickele mitarbeitete, wurden als besonders charakteristisch für Meyers Schaffen der Gedichtband Das Buch Hymen, die Arabesken Würzburg im Taumel und die Groteske Der Barbier von Wilmersdorf bezeichnet.
Frank Wedekind würdigte Meyers erotische Novelle Das Aldegrever Mädchen als „Juwel“.
Nach Kriegsende wurde Munkepunkes Schrift Soldatenbriefe großer Männer (1941) in der Sowjetischen Besatzungszone auf die Liste der auszusondernden Literatur gesetzt.
Vom September bis Oktober 2006 fand im Till-Eulenspiegel-Museum Schöppenstedt bei Braunschweig anlässlich des 50. Todesjahres des Dichters und Verlegers eine Gedenksonderausstellung zum Thema Munkepunke statt.

## Publikationen (Auswahl)
- Würzburg im Taumel. Arabesken. A. R. Meyer Verlag, Berlin-Wilmersdorf 1911.
- mit George Grosz: Lady Hamilton oder die Posen-Emma oder vom Dienstmädchen zum Beefsteak à la Nelson. Eine ebenso romanhafte wie auch novellenschaukelnde durchwachsene Travestie. Fleissigst und fleischigst bebildert von George Grosz. Fritz Gurlitt Verlag, Berlin 1923.
- mit Arno Holz: Weniger feierliche denn wesentliche Worte zum 60. Geburtstag von Arno Holz gesprochen am 26. April 1923 im Lessing-Museum Berlin. Werk-Verlag, Berlin 1923.
- Der große Munkepunke. Gesammelte Werke von Alfred Richard Meyer. Einbandillustration von G. Walter Rössner. Mit einem Schattenriss von Erika Plehn. Hoffmann und Campe, Hamburg 1924.
- Ju Mu Pu. Der junge Munkepunke. Einbandillustration von Erich Büttner. Hoffmann und Campe, Hamburg, Berlin 1925.
- 1000% Jannings von Munkepunke. Prismen-Verlag, Hamburg 1930.
- Die ehrliche deutsche Haut. Kerle und Käuze. Mit Zeichnungen von Bruno Skibbe. Propyläen, Berlin 1939.
- Soldatenbriefe großer Männer. Hrsg.: Alfred Richard Meyer. Verlag Deutsche Buchvertriebs- und Verlags-Gesellschaft, Berlin 1942.
- Das Maul auf dem rechten Fleck. Scholaster, Poetaster und Knasterbärte. J. L. Schrag-Verlag, Nürnberg 1943.
- Weil es zu leben gilt. J. M. Wildner, Lübeck 1946.
- Die Maer von der Musa Expressionistica. Zugleich eine kleine Quasi-Literaturgeschichte mit über 130 praktischen Beispielen. Die Faehre, Düsseldorf-Kaiserswerth 1948.
- Des Herrn Munkepunke Bowlenbuch. Friedenauer Presse, Berlin 1964.
- Des Herrn Munkepunke Cocktail- und Bowlenbuch. Nach der Ausgabe von 1929. Mit einem Nachwort von Herbert Günther und 62 Abbildungen von Erika Plehn. Harenberg, Dortmund (= Die bibliophilen Taschenbücher. Band 72).